# MRPL14
MRPL14 (англ. Mitochondrial ribosomal protein L14) – білок, який кодується однойменним геном, розташованим у людей на 6-й хромосомі. Довжина поліпептидного ланцюга білка становить 145 амінокислот, а молекулярна маса — 15 948.
| 10         |  | 20         |  | 30         |  | 40         |  | 50         |
| ---------- |  | ---------- |  | ---------- |  | ---------- |  | ---------- |
| MAFFTGLWGP |  | FTCVSRVLSH |  | HCFSTTGSLS |  | AIQKMTRVRV |  | VDNSALGNSP |
| YHRAPRCIHV |  | YKKNGVGKVG |  | DQILLAIKGQ |  | KKKALIVGHC |  | MPGPRMTPRF |
| DSNNVVLIED |  | NGNPVGTRIK |  | TPIPTSLRKR |  | EGEYSKVLAI |  | AQNFV      |

A: Аланін

C: Цистеїн

D: Аспарагінова кислота

E: Глутамінова кислота

F: Фенілаланін

G: Гліцин

H: Гістидин

I: Ізолейцин

K: Лізин

L: Лейцин

M: Метіонін

N: Аспарагін

P: Пролін

Q: Глутамін

R: Аргінін

S: Серин

T: Треонін

V: Валін

W: Триптофан

Кодований геном білок за функціями належить до рибонуклеопротеїнів, рибосомних білків. 
Локалізований у мітохондрії.